# Seema Kennedy
Pour les articles homonymes, voir Kennedy.
Seema Louise Ghiassi Kennedy (née le 6 octobre 1974) est une femme politique britannique du Parti conservateur. Elle est députée pour South Ribble dans le Lancashire de 2015 à 2019, et Sous-secrétaire d'État parlementaire à l'Immigration de juillet à décembre 2019.

## Famille
Seema Kennedy est née dans le Lancashire, en 1974, la fille d'un père iranien musulman et d'une mère irlandaise catholique. À l'âge de six semaines, elle et sa famille déménagent en Iran, mais sont forcés de fuir à la suite de la Révolution iranienne.
Elle fait ses études à l'école indépendante de Westholme à Blackburn avant d'étudier les Études orientales (en français et en persan) à Pembroke College, Cambridge, où elle obtient son diplôme de licence avec une mention très bien en 1997. Après Cambridge, elle a pris une pratique juridique.

## Carrière

### En début de carrière
Kennedy commence sa carrière juridique au cabinet Slaughter and May, où elle est qualifiée en tant qu'avocat, avant de passer à Bevan Brittan LLP. Peu de temps après, elle devient membre du conseil d'administration de Tustin Développements, qui gère des propriétés commerciales dans le Nord-Ouest.

### Carrière parlementaire
Kennedy est battue à Ashton-under-Lyne en 2010, face au travailliste David Heyes.
Elle est élue pour South Ribble en mai 2015. Elle est la première députée d'origine iranienne,.
Kennedy est opposé au Brexit avant le Référendum sur l'appartenance du Royaume-Uni à l'Union européenne et soutient Theresa May pour l'Élection à la direction du Parti conservateur de 2016. Elle est nommée Secrétaire Parlementaire de Nick Gibb, le Ministre d'État pour l’Éducation, et en juin 2017, elle est promue Secrétaire parlementaire du Premier Ministre.
En 2016, avec Jo Cox, elle commence à travailler pour mettre en place une commission pour lutter contre la solitude. Après le meurtre, de Joe Cox, Rachel Reeves, députée Travailliste et ami proche de Cox reprend son travail. La Commission sur la Solitude est lancé en janvier 2017. Les deux sont maintenant les co-présidentes de la commission.
Elle est vice-présidente du conseil des Conservateurs pour le Moyen-Orient, organisant une table ronde sur l'Élection présidentielle iranienne de 2017.

## Vie personnelle
Kennedy est mariée avec 3 enfants. Depuis plus de 22 ans, elle est membre du conseil d'administration de la fondation St Giles pour les Enfants, qui organise chaque année des vacances pour les enfants avec des besoins spéciaux. Polyglotte, elle parle aussi le français et le persan.